# Kalendarium powstania warszawskiego – 23 września

## 23 września, sobota

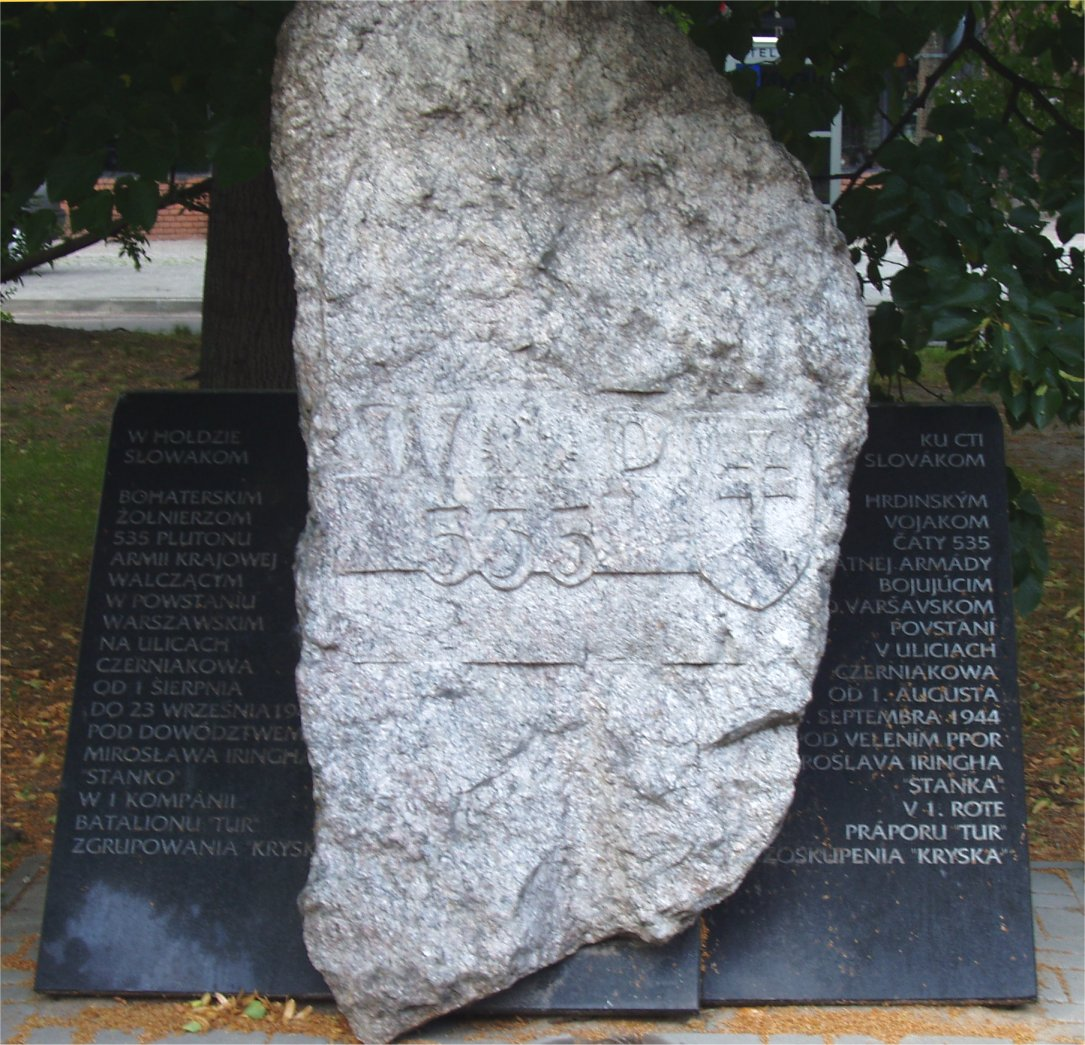
W hołdzie Słowakom bohaterskim żołnierzom 535. plutonu Armii Krajowej walczącym w Powstaniu Warszawskim na ulicach Czerniakowa od 1 sierpnia do 23 września pod dowództwem Mirosława Iringha Stanko w 1. kompanii batalionu "Tur" zgrupowania "Kryska"

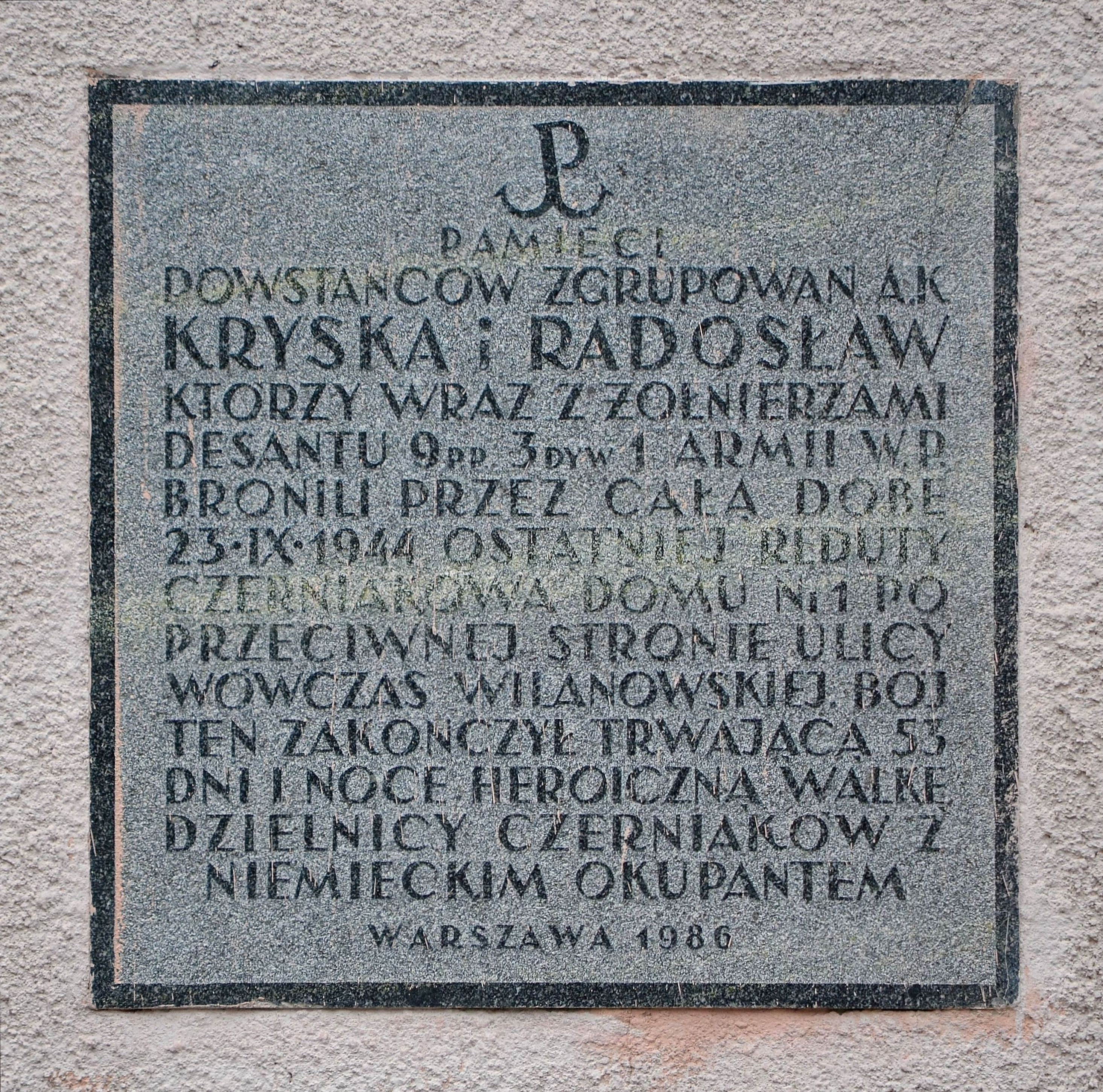
Tablica przy ulicy Solec 57 (od strony ulicy Wilanowskiej) upamiętniająca walki o ostatni broniony przez Polaków budynek na Powiślu Czerniakowskim − kamienicę przy Wilanowskiej 1

Pogorszenie sytuacji wojska i ludności na Żoliborzu, bombardowanie dzielnicy. Także silnie atakowany rejon obecnej al. Niepodległości na Mokotowie. Niemcy wzmacniają atak w celu zdobycia tej dzielnicy. 
Ciężkie walki na Solcu (Górnym Czerniakowie) – niektóre oddziały przechodzą stamtąd  do Śródmieścia. Zgrupowanie „Kryska” wraz z żołnierzami „Radosława” i „Siekiery” od 10 września wciąż broni wcześniej opanowanych terenów jednak sytuacja pogarsza się. Tego dnia ciężkie walki o przyczółek czerniakowski. Resztki batalionów „Zośka” i „Parasol” oraz żołnierzy 1 Armii WP tracą ostatni silnie przez nich broniony i długo utrzymywany dom na ul. Wilanowskiej 1. W rejonie tej ulicy oddziały niemieckie wzięły do niewoli 470 żołnierzy - obrońców Czerniakowa. Z nich zamordowały 200 rannych powstańców i berlingowców, wieszając część na pasach transmisyjnych. Reszta AK-owców i żołnierzy dostała się do niewoli.
Z meldunku sytuacyjnego komendanta Okręgu Warszawa AK: Oddziały węgierskie rozlokowane na południu od Mokotowa okazują dużą życzliwość do ludności polskiej, ostrzegają i nie przeszkadzają w naszej akcji. Wśród własnych oddziałów w rejonach najcięższych  walk spostrzega się przemęczenie, duch bojowy jednak bardzo dobry. Duży brak broni i amunicji.
Stalin podczas rozmowy z ambasadorem Stanów Zjednoczonych twierdzi, iż Dowódca AK opuścił miasto, gdyż nie można [go] odnaleźć w Warszawie. 
Dowódca AK: Sytuacja żywnościowa krytyczna, mogą uratować tylko masowe zrzuty. 

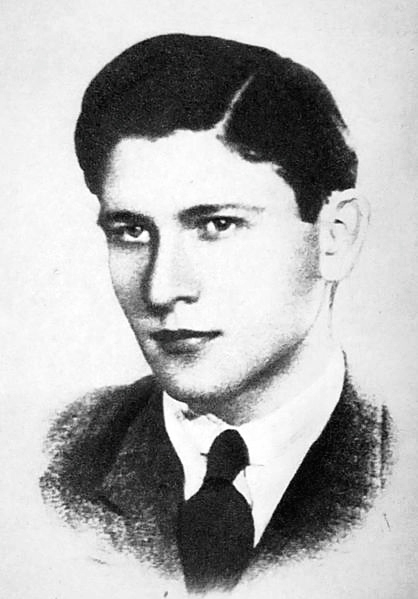
Jerzy Gawin (1922-1944)

Tego dnia zginęli ksiądz pallotyn Józef Stanek, kapelan zgrupowania "Kryska" i Jerzy Gawin z 2. kompanii "Rudy". 23 września poległ podporucznik Bolesław Tarasiuk (ps. "Sowa", ur. 1919) z batalionu "Sokół". Zmarła sanitariuszka Zofia Jarkowska-Krauze, wcześniej ranna odłamkiem w rejonie ul. Zagórnej. Przy ul. Okrąg Anna Nelken (ur. 1926), łączniczka 1 kompanii "Maciek", została zamordowana przez hitlerowców; tego dnia najprawdopodobniej życie straciła Janina Trojanowska-Zborowska – łączniczka w dowództwie batalionu "Parasol".